# Альбини, Джованни Баттиста
Граф Джованни Баттиста Альбини (итал. Conte Giovanni Battista Albini; 20 сентября 1812 года, Ла-Маддалена, Сардинское королевство — апрель 1876 года, Кассано-Спинола, Королевство Италия) — итальянский флотоводец, вице-адмирал.

## Биография
В 1826 году окончания колледж и поступил на службу военно-морской флот Королевства Сардинии.
В 1848 году под командованием адмирала своего отца, принимал участие в операции в Адриатическом море, год спустя, он был отправлен в Порту, чтобы доставить на родину останки короля Карла Альберта. Принимал участие в экспедиции 1855—1856 в Крыму. В 1859 году, в звании капитана, участвовал во франко-сардинской кампании в Адриатическом море. В 1860 году в сицилийской экспедиции флота Сардинии. Вскоре после этого, в составе команды фрегата Vittorio Emanuele, принял участие в операциях в Анконе. 3 октября 1860 года применил новый метод военно-морской бомбардировки в движении, который внёс решающий вклад в поражение крепости. Также участвовал в действиях у Гарильяно и Гаэты.
В 1861 году командовал военно-морской дивизией Сицилии, которая была крупнейшим военно-морским объединением Королевской армии. Части дивизии, с апреля по октябрь 1861 года, выполняли задачи по поддержанию общественного порядка, совершили ряд походов для защиты морского судоходства от пиратов.
В августе 1862 года он был командиром эскадры в сицилийских водах. На острове Дж. Гарибальди вёл подготовку экспедиции против Рима. Альбини было приказано предотвратить поход Гарибальди в Калабрию, но не стал препятствовать действиям Гарибальди.
В 1864 году командовал, в звании вице-адмирала, эскадрой флота Италии, которая, под предлогом защиты бея Туниса от беспорядков, с мая по сентябрь находилась в водах Туниса, где, кроме них, были французские, английские и турецкие корабли. Итальянская эскадра была вовлечена в англо-французское соперничества, и Альбини, в этих условиях, пришлось предпринять ряд крупных политических действий. После директивы правительства, сначала он старался действовать совместно с французами, чтобы попытаться сделать высадку итальянских войск в Тунисе. Альбини стремился способствовать урегулированию вопроса, чтобы спасти престиж Италии. Во время второго этапа операции в Тунисе подготовил свой собственный план высадки и военной оккупации Туниса. В ней он предполагал использовать более 10000 солдат и оккупировать Тунис, Сфакс и Сузы, а также другие центры.
В июле 1866 года, в чине вице-адмирала, командовал эскадрой деревянных судов (7 фрегатов и 3 корвета), которые должны были осуществить высадку итальянских войск на острове Лисса. Его действия способствовали поражению итальянского флота в битве при Лиссе, так как не обращая внимания на приказ командующего флотом адмирала Карло ди Персано, он отошёл в сторону и не участвовал в сражении.
Был отправлен в отставку в 1867 году. Умер в Кассано-Спинола в апреле 1876 года.

## Награды
- Великий офицер ордена Святых Маврикия и Лазаря (1864 год)[1]
- Командор Савойского военного ордена (1 декабря 1860 года)[1][2]
- Офицер Савойского военного ордена (12 июня 1856 года)[1][2]
- Золотая медаль «За воинскую доблесть» (4 октября 1860 года) — за смелые и достойные похвалы, во всех отношениях, действия проявленные при осаде Анконы[1][2]
- Медаль «В память о войнах за независимость»
- Офицер ордена Почётного легиона (Франция)
- Крымская медаль (Великобритания)